# Neuburg (Mammern)
Die Neuburg oberhalb von Mammern im Schweizer Kanton Thurgau wurde in der Mitte des 13. Jahrhunderts durch Freiherr Ulrich III. von Altenklingen gebaut. Seit 1319 war sie als Lehnsgut des Klosters St. Gallen in wechselndem Besitz. 1690 erwarb sie das Kloster Rheinau. Die Höhenburg wurde jedoch 1745 abgebrochen. Heute sind jedoch noch ausgedehnte Ruinen mit Resten der grossen Ringmauer zu sehen. Von der Hauptburg sind die Fundamentreste des Bergfriedes erhalten.